# Phytosciara exlobata
Phytosciara exlobata är en tvåvingeart som beskrevs av Werner Mohrig 2003. Phytosciara exlobata ingår i släktet Phytosciara och familjen sorgmyggor.
Artens utbredningsområde är Costa Rica. Inga underarter finns listade i Catalogue of Life.